# Macrothemis lutea
Macrothemis lutea är en trollsländeart som beskrevs av Philip Powell Calvert 1909. Macrothemis lutea ingår i släktet Macrothemis och familjen segeltrollsländor. Inga underarter finns listade i Catalogue of Life.